# ژروم وریل
ژروم وریل (انگلیسی: Jérôme Vareille؛ زادهٔ ۱ ژوئن ۱۹۷۴) بازیکن فوتبال اهل فرانسه است.
از باشگاه‌هایی که در آن بازی کرده‌است می‌توان به باشگاه فوتبال متس، باشگاه فوتبال ایر یونایتد، و باشگاه فوتبال کیلمارنوک اشاره کرد.